# Santa Clara (paroisse civile)
Pour les articles homonymes, voir Santa Clara.
Santa Clara est l'une des six divisions territoriales et statistiques dont l'une des cinq paroisses civiles de la municipalité de José Gregorio Monagas dans l'État d'Anzoátegui au Venezuela. Sa capitale est Santa Clara.

## Géographie

### Démographie
Hormis sa capitale Santa Clara, la paroisse civile possède plusieurs localités dont :
- El Guasey
- Rabanal
- Rosalinda
- San Miguel
- Santa Clara